# Ľuboš Micheľ
Ľuboš Micheľ (ur. 16 maja 1968 w Stropkovie) – słowacki sędzia piłkarski, pracuje jako menedżer, dawniej jako nauczyciel, mieszka w Preszowie wraz z żoną i rodziną.
Micheľ został sędzią FIFA w wieku 25 lat. Często sędziuje mecze Orange Ekstraklasy, na zaproszenie Polskiego Związku Piłki Nożnej. Kamieniem milowym w jego karierze było sędziowanie meczu finałowego Pucharu UEFA w 2003 roku między FC Porto a Celtikiem Glasgow. Uczestniczył również w Mistrzostwach Świata 2002 oraz Mistrzostwach Europy 2004, gdzie sędziował m.in. ćwierćfinał między Szwecją a Holandią. W plebiscycie na najlepszego sędziego 2005 roku zajął 3. miejsce. W 2006 został wyznaczony do sędziowania meczów na Mistrzostwach Świata w Niemczech. Sędziował tam 4 mecze.
Sędziował w 2008 finałowy mecz Ligi Mistrzów pomiędzy Manchesterem United a Chelsea F.C. Sędziował także cztery mecze podczas Euro 2008.
- 2006 – Członek słowackiego parlamentu (SDKÚ-DS).

## Sukcesy

### Odznaczenia
- Medal „Za pracę i zwycięstwo”: 2009[1].